# Radio Pola
Radio Pola è una emittente radiofonica in lingua italiana con sede a Pola, Croazia. È una delle due redazioni in lingua italiana della radiotelevisione pubblica croata HRT, assieme a Radio Fiume.
Fondata il 1º luglio 1968 per garantire l'informazione ai membri della comunità nazionale italiana della costa istriana jugoslava, Radio Pola trasmetteva inizialmente per 30 minuti al giorno. Dagli anni '90 le trasmissioni sono passate a 40 minuti, con due notiziari e un programma di una mezz'ora. La radio trasmette in particolare sulle notizie d'attualità, i rapporti Italia-Croazia, l'informazione regionale istriana e gli affari europei.
Radio Pola produce tre notiziari giornalieri, che il sabato si riducono a uno, e due programmi che vanno in onda la domenica, la "Mezz'ora italiana", mosaico d'informazione e curiosità, e "La Parola del Signore", rubrica religiosa.